# لوس بولوس هيرمانوس
لوس بولوس هيرمانوس (تلفظ بالإسبانية: ‎/los ˈpo.ʝos eɾ.ˈma.nos/‏؛ تعني بالإسبانية إخوة الدجاج) هي سلسلة مطاعم خيالية للوجبات السريعة متخصصة في الدجاج ظهرت في المسلسل التلفزيوني اختلال ضال. في العالم الخيالي لاختلال ضال ومن الأفضل الاتصال بسول المنبثق عنها، تم تمييز لوس بولوس هيرمانوس كمنظمة وواجهة لعملية تصنيع وتوزيع الميث الخاصة بغاس فرينغ، ولكنها أيضًا تحظى بتقدير كبير من قبل عامة الناس في الجنوب الغربي كسلسلة إقليمية على قدم المساواة مع كنتاكي فرايد تشيكن. كانت المجموعة المستخدمة لموقع ألباكركي الخاص بالمطعم في العرض في فرع تويستيرز في جنوب الوادي، نيو مكسيكو، وشهدت تويستيرز زيادة في الأعمال تُعزى إلى ارتباطها بمسلسل اختلال ضال. نظرًا لشعبية المسلسل، ظهر لوس بولوس هيرمانوس في مناسبات عديدة كمطعم منبثق حقيقي.

## وصلات خارجية
- لوس بولوس هيرمانوس (بالإنجليزية)